# Doon Hill
Doon Hill est une colline située sur la péninsule de Ballyconneely, dans le comté de Galway, en république d'Irlande. Culminant à une altitude de 63 mètres, cette colline domine la péninsule et la baie de Bunowen.